# リンツ・アム・ライン
リンツ・アム・ライン (独: Linz am Rhein)はドイツ連邦共和国 ラインラント＝プファルツ州ノイヴィート郡にある市。ライン川の右岸にあり、レマーゲン周辺、ボンの南東約25kmに位置する。
リンツ・アム・ライン連合自治体 (独: Verbandsgemeinde Linz am Rhein) の行政庁所在地でもある。

## 姉妹都市
- マリエッタ(Marietta, Georgia)　（アメリカ合衆国）
- リンツ(Linz)　（オーストリア）
- ポルニック(Pornic)　（フランス ロワール＝アトランティック県）